# Andrea Marchisio
Andrea Marchisio (Cuneo, 6 novembre 1990) è un pallavolista italiano, libero della M&G.

## Carriera
La carriera di Andrea Marchisio inizia nel 2008 nelle giovanili del Piemonte di Cuneo: nelle fasi terminali della stagione 2009-10 debutta in prima squadra, in Serie A1, vincendo lo scudetto. Nell'annata 2010-11 viene ceduto al Loreto in Serie A2, mentre la stagione successiva entra a far parte del progetto federale del Club Italia, con cui disputa nuovamente il campionato cadetto.
Nella stagione 2012-13 torna nuovamente nella squadra piemontese, in Serie A1, dove resta per due annate. Nella stagione 2014-15, viene ingaggiato dalla neopromossa Tuscania, in Serie A2, mentre nell'annata successiva passa all'Emma Villas di Siena, altra squadra neoporomossa in serie cadetta. Nella stagione 2016-17 torna al club di Tuscania, sempre in Serie A2.
Nella stagione 2017-18 ritorna in massima serie vestendo la maglia della Lube di Treia, con cui, nell'arco di cinque stagioni, vince tre scudetti, la Champions League 2018-19, il campionato mondiale per club 2019 e due Coppe Italia.
Nella stagione 2022-23 accetta la proposta della New Mater, in Serie A2, mentre l'annata successiva si trasferisce alla M&G di Grottazzolina, ancora in serie cadetta, con cui conquista la promozione in Superlega, dove milita con lo stesso club nella stagione 2024-25.

## Palmarès

### Club
- Campionato italiano: 4

2009-10, 2018-19, 2020-21, 2021-22
- Coppa Italia: 2

2019-20, 2020-21
- Campionato mondiale per club: 1

2019
- Champions League: 1

2018-19